# 亞洲電視國際台
國際台（英語：ATV World），前香港亞洲電視擁有的一條以英語廣播為主的綜合娛樂頻道，於1957年5月29日啟播，主要的節目以英語廣播，每天播出約24小時，部分節目以普通話、日語及韓語等其他語言廣播，並協助轉播香港電台之英語節目及教育電視。
隨著亞洲電視於2015年4月1日不獲行政長官會同行政會議續牌，亞洲電視需要結束本地免費電視廣播，因此由2016年4月2日凌晨零時起終止播放本頻道在內共六條數碼頻道及兩條模擬電視頻道。
國際台運作期間對手為無綫電視明珠台。國際台部分節目採用麗音廣播服務，提供多語言聲音廣播，觀眾可自行選擇廣播語言。英文字幕在下午6時30分開始於大部份節目提供。

## 歷史
麗的映聲在1957年5月29日成立，只有一條黑白的英文頻道（但也有中文節目），當時名為麗的映聲，也叫英文台，每天播放2小時。初期節目內容包括新聞和體育消息，首映當日的電視節目由香港時間19:00-21:00，有19:00-19:30：「啟播、開幕儀式、節目報告」、19:30-19:40：「公司主席致辭」、19:40-19:50：「晚間新聞及天氣預報」、19:50-20:00：「香港教育」、20:00-20:55：「香港電影」、20:55-21:00：「最後新聞及天氣預報」、21:00-21:01：「明日節目預告、收播」。麗的映聲第一代台徽採用放射16道光芒的太陽，象徵電視廣播，輻射全港。1963年，麗的映聲增設中文頻道，以廣東話為主要廣播語言，並把英文頻道正名為麗的映聲英文台。
麗的映聲開播當天（1957年5月29日）的節目表：
| 播出時間    | 節目名稱                 |
| ----------- | ------------------------ |
| 18:50~19:00 | 檢驗圖                   |
| 19:00~19:30 | 啟播、開幕儀式、節目報告 |
| 19:30~19:40 | 公司主席致辭             |
| 19:40~19:50 | 晚間新聞及天氣預報       |
| 19:50~20:00 | 香港教育                 |
| 20:00~20:55 | 香港電影                 |
| 20:55~21:00 | 最後新聞及天氣預報       |
| 21:00~21:01 | 明日節目預告、收播       |
上列節目表與當日南華早報刊登的節目表不同，當天並無《香港教育》播放。
1963年9月30日，麗的映聲英文台改由下午1時半至午夜進行彩色廣播。
1973年12月1日，麗的映聲作出重大改革，廣播形式由有線轉為無線、由收費變成免費，公司名稱改為「麗的電視」，分設麗的一台（中文台）和麗的二台（英文台）兩個頻道。
1982年6月14日，邱德根旗下的遠東集團入主麗的電視，麗的電視在9月24日向港府完成新名稱註冊手續，易名「亞洲電視」，麗的二台在三日後即9月27日下午六點半改稱亞洲電視英文台。當時麗的原先安排新任副常務董事，即邱德根兒子邱達成擬定鑽石台、民樂台兩個候選新名字，並登報徵求市民選擇。兩名含意分別是「香港人所喜愛的珠寶」及「為香港市民帶來豐富生活和娛樂」。後來「鑽石台」一名獲選，不過後來邱德根嫌兩台新名稱太俗氣，最終未能成事。及至1987年2月2日，英文台才改稱亞洲電視鑽石台，並以「黃金鑽石耀香港、亞洲電視顯光芒」作為宣傳口號。
1989年2月13日，林百欣入主亞視，鑽石台改稱亞洲電視國際台，頻道名稱一直沿用至频道停播。而據傳媒在1988年11月報導指出，最初的擬定英文頻道新名稱是浩陞台，惟最後也沒有使用。國際台下午4時至7時播放外購及自製兒童節目，下午7時至8時則播放音樂節目及各種喜劇；下午9時起為黃金時段，播放電視劇集及綜藝節目，逢星期一則播出兩套電影。
1999年，國際台為了配合市場及觀眾而重新定位，播放電影及劇集之外，还播出資訊節目，並藉此可減低運作成本；國際台的重新定位也是為了減低採購節目的成本，和吸引高收入及高教育水平之觀眾。在2002年，亞洲電視獲中华人民共和国國家廣電總局批出牌照，批准亞洲電視本港台及國際台正式落地廣東省珠三角地區，成為首個落地中华人民共和国國內的境外免費電視台。
2007年12月31日，亞洲電視更換頻道包裝，國際台由更換台徽後的橙色，改以綠色作為識別：同時，國際台以「We Care」作為口號。
2009年12月7日凌晨零時起，全日所有時段（包括廣告時段及節目宣傳片段）均會顯示台徽，而由2011年1月1日凌晨零時起，亞視所有自製及轉播頻道，包括本頻道的台徽識別均統一為橙色，即與本港台台徽一致。
2011年10月28日，亞視在《2012 aTV節目巡禮》中宣佈該頻道將於2012年亞視台慶前在全球落地，惟截至2012年5月29日亞視55周年台慶當日，有關計劃始終未見兌現。
王征入主後，尤其自2012年起，國際台因縮減資源而減少購買英語新聞節目，改為播放以英語或普通話配音的廣東話節目如漫遊嶺南綠道、嶺南尋根之旅、企業新領域、暢遊廣東144小時、尋找他鄉的故事、感動香港、亞洲小姐競選總決賽、感動香港十大人物評選等節目。
2012年6月6日，亞視與有線電視達成共識，在倫敦奧運舉行期間通過國際台直播由有線製作的奧運節目，有線將每日提供超過10小時節目予亞視，當中包括直播開幕及閉幕禮和中國隊的奪金熱門項目，但亞視須足本播放有線所提供的訊號，包括有線的節目宣傳片及廣告，只能攤分其中400分鐘的廣告時間，將與有線商討直播細節。但其後亞視與有線談判膠著，原因是亞視提出五點憂慮，包括時間緊逼，未必能以理想價錢物色廣告商以及國際台已在廣東省落地，擔心轉播賽事會遭到內地奪得獨家奧運播放權的電視台反對。7月10日，亞視表示與有線中止談判。2012年7月16日，有線電視和兩間免費電視台三方最後達成共識，奧運期間亞視國際台和無線明珠台每日輪流播放合共200小時的奧運賽事。
2012年7月9日起，更換頻道包裝至綠色三角形設計，國際台改以綠色作為識別。
2013年7月1日，亞洲電視更換頻道包裝至紫色柱體設計，國際台改以紫色作為識別。
2015年1月1日起，由於亞視主要投資人王征及股東黃炳均、蔡衍明等人現階段均不再向亞視注資，導致亞視出現財政緊絀，製作受到影響。進而引起亞視拖欠員工十一月薪金逾一個月，亞視新聞部決定即日起停播《普通話新聞》。原時段國際台改為17:30-18:00播出《奇幻寶貝》。
2015年5月1日開始，停止播放中國中央電視台新聞節目《中國新聞》、《新聞30分》和《新聞聯播》（亞視以「中國新聞報道」為節目名稱）。
2016年1月1日凌晨0時0分起，數碼版國際台台徽標誌不再遷就4:3模擬畫面寬高比安全區，與亞洲台一樣，正式改為靠左。
2016年1月5日起，國際台恢復播放台徽呼號畫面，採用藍色城市設計；更換頻道包裝至藍色圓框設計，國際台改以藍色作為識別，更換節目宣傳片包裝；但家長指引、聲道提示仍維持舊有紫色柱體設計。
2015年12月14日開始，由於大部分外購節目版權已到期，加上未有資金購入新的節目，國際台大部分時間均為重播以英語配音的廣東話節目如漫遊嶺南綠道、嶺南尋根之旅、企業新領域、暢遊廣東144小時、尋找他鄉的故事等節目。
- 2016年2月3日開始：
  - 取消播映《普通話新聞》（與亞洲台聯播）。
- 2016年2月6日開始：
  - 取消播映《晚間新聞》及《夜間新聞》（與亚洲台聯播）。

2016年2月27日起，更換台徽呼號包裝至以藍色為主調的花朵設計。
2016年4月2日凌晨零時後，配合亞視免費電視牌照屆滿，該頻道終止播映。國際台的模擬頻道由香港電台港台電視33A接手。但由於香港電視娛樂ViuTVSix在2017年才啟播，故當時全港只有一個免費英語頻道選擇（明珠台）。國際台於2016年4月1日晚上11時50分至凌晨零時播映的最後一個電視節目為《暢遊廣東144小時》。
亞洲電視香港本地免費電視節目服務牌照有效期屆滿當天（2016年4月1日）國際台的節目表：
| 4月1日原訂播映內容 | 4月1日原訂播映內容                 |
| 播出時間           | 節目名稱                           |
| ------------------ | ---------------------------------- |
| 00:00~01:00        | 澳門 澳門                          |
| 01:00~01:30        | 廣東黃金海岸遊                     |
| 01:30~02:30        | 香港 香港                          |
| 02:30~03:00        | 覓食新煮意                         |
| 03:00~07:00        | Music 120                          |
| 07:00~07:30        | 嶺南尋根之旅                       |
| 07:30~08:00        | 文化報道                           |
| 08:00~09:00        | 澳門 澳門                          |
| 09:00~09:30        | 瘋狂馬特                           |
| 09:30~10:00        | 奇幻百寶箱                         |
| 10:00~11:30        | 中央電視台新聞－直播：綜合新聞     |
| 11:30~12:00        | 對話                               |
| 12:00~13:00        | 澳門 澳門                          |
| 13:00~15:00        | Music 120                          |
| 15:00~15:30        | 文化奇遇記                         |
| 15:30~16:00        | 知識小百科                         |
| 16:00~16:30        | 開心寶寶遊樂園                     |
| 16:30~17:00        | 瘋狂馬特                           |
| 17:00~17:30        | 醒目仔天地                         |
| 17:30~18:00        | 精靈一族                           |
| 18:00~18:30        | 文化報道                           |
| 18:30~19:00        | 東方                               |
| 19:00~19:30        | 鏗鏘集                             |
| 19:30~20:00        | 暢遊廣東144小時                    |
| 20:00~20:30        | 嶺南尋根之旅                       |
| 20:30~21:00        | 嶺南文化之旅                       |
| 21:00~22:00        | 澳門 澳門                          |
| 22:00~23:05        | 企業新領域                         |
| 23:05~23:20        | 漫遊嶺南綠道                       |
| 23:20~23:50        | 廣東黃金海岸遊                     |
| 23:50~23:59:07     | 暢遊廣東144小時                    |
| 23:59:07~23:59:57  | 告別卡（根據亞視職員程啟光的說法） |
| 00:00              | 慈雲山發射站中斷訊號               |

| 4月1日實際播映內容 | 4月1日實際播映內容 |
| 播出時間           | 節目名稱 |
| ------------------ | --- |
| 00:00~01:00        | 澳門 澳門 |
| 01:00~01:30        | 廣東黃金海岸遊 |
| 01:30~02:30        | 香港 香港 |
| 02:30~03:00        | 覓食新煮意 |
| 03:00~07:00        | Music 120 |
| 07:00~07:30        | 嶺南尋根之旅 |
| 07:30~08:00        | 文化報道 |
| 08:00~09:00        | 澳門 澳門 |
| 09:00~09:30        | 瘋狂馬特 |
| 09:30~10:00        | 奇幻百寶箱 |
| 10:00~11:30        | 中央電視台新聞－直播：綜合新聞 |
| 11:30~12:00        | 對話 |
| 12:00~13:00        | 澳門 澳門 |
| 13:00~15:00        | Music 120 |
| 15:00~15:30        | 文化奇遇記 |
| 15:30~16:00        | 知識小百科 |
| 16:00~16:30        | 開心寶寶遊樂園 |
| 16:30~17:00        | 瘋狂馬特 |
| 17:00~17:30        | 醒目仔天地 |
| 17:30~18:00        | 精靈一族 |
| 18:00~18:30        | 文化報道 |
| 18:30~19:00        | 東方 |
| 19:00~19:30        | 鏗鏘集 |
| 19:30~20:00        | 暢遊廣東144小時 |
| 20:00~20:30        | 嶺南尋根之旅 |
| 20:30~21:00        | 嶺南文化之旅 |
| 21:00~22:00        | 澳門 澳門 |
| 22:00~23:05        | 企業新領域 |
| 23:05~23:20        | 漫遊嶺南綠道 |
| 23:20~23:50        | 廣東黃金海岸遊 |
| 23:50-23:56        | 音樂片段 |
| 23:56~23:59:57     | 暢遊廣東144小時（不完整） |
| 23:59:57~00:00     | 藍畫面（仍由亞視大埔總台控制室播出） |
| 00:00              | 慈雲山發射站中斷訊號 （模擬電視會看到雪花；數碼電視則視乎電視機而定，部份電視機顯示黑畫面，部份電視機則自動跳轉到使用相同大氣電波頻道的翡翠台或ViuTV） |

### 歷年頻道名稱
| 麗的映聲 Rediffusion Television Network               | 1957年5月29日至1963年9月29日 |
| 麗的映聲英文台 Rediffusion Television English Channel | 1963年9月30日至1973年11月30日 |
| 麗的電視二台 RTV-2                                    | 1973年12月1日至1982年9月23日 |
| 亞洲電視英文台 ATV English                            | 1982年9月24日至1987年2月1日 |
| 亞洲電視鑽石台 ATV Diamond                            | 1987年2月2日至1989年2月12日 |
| 亞洲電視國際台 ATV World                              | 1989年2月13日至2016年4月1日 （2007年10月8日起亦寫成 aTV 國際台 aTV World ， 2007年12月31日至2009年3月31日數碼廣播版本的國際台使用aTV6台徽） |

2015年9月，亞視計劃調整現有頻道，國際台將改名為「亞視三台 國際」（ATV 3 World），但隨著亞視免費電視牌照屆滿，有關計劃無疾而終。
台徽位置
左側：絕大部分節目及部分轉播節目：香港電台及教育電視
右側：賽馬節目及外購新聞節目：中國新聞報道（新聞聯播/新聞30分）及CCTV9/CCTV NEWS-直播

## 節目
國際台的模擬版本，以麗音技術作立體聲或多種語言廣播（數碼版本則提供多重AC-3位流以作配合），主要播出的節目來自英國及美國，包括電視劇、紀錄片、體育賽事及動畫等，並協助轉播教育電視及香港電台之英語節目。

### 電影
國際台曾播放不少電影，並因應西方節日或月份播出不同主題的電影。例如於聖誕節，播出溫馨的家庭電影，如《難得孖情人》；而九月期間，會播出恐怖為主題「九月科幻影院」的電影。但所有英語電影與無線電視明珠台明珠電影一樣，並不會提供粵語配音選擇。

### 劇集
國際台曾經重點播放英美電視劇集，其中有外購劇集《甜心俏佳人》、《真相追擊》、《華府執法令》、《法網豪情》、《法外情真》、《特務中情局》、《千面謎城》、《絕密謎途》、《鐵證懸案》、《V–外星人》等；1999年，國際台為了減低採購節目的成本，減少播放電影及劇集，播出較多資訊節目，並藉此可減低運作成本。近年，國際台把其所播映的劇集進行包裝，統稱作「超級劇集900」（Megahit 900），但所有英語劇集並不會提供粵語配音選擇。
國際台亦會在非黃金時間，逢星期六17:30-19:00播放韓語劇集，並以「韓語劇場」（Korean Hour）進行包裝，提供韓語廣播，並提供粵語配音選擇。

### 新聞
國際台会直播中國中央電視台英語新聞頻道（CCTV-NEWS）部份時段，也会录制CCTV-NEWS的节目作個別播放，例如：《文化報道》（Culture Express）、《名人坊》（Icon）、《海客談》（Cross Over）、《非洲面面觀》（Faces of Africa）、《新財富》（New Money）、《旅遊指南》（Travelogue）和《東方》（Story Board）等，提供多元化的節目。2015年8月前，國際台也在星期三晚上直播香港賽馬賽事。
與明珠台一樣，國際台之節目絕大多數購自外地，自行製作之英語節目主要為每天的新聞報道和每星期約兩小時之時事、財經及資訊節目；但国际台的自制英语新闻节目已于2016年2月6日先于国际台停播。1997年香港回歸後，國際台增加亞視自製的普通話本地新聞。國際台也曾安排《中国新闻报道》时段录播中国中央电视台的普通话新闻节目，亦以《台灣新闻快訊》时段录播東森電視和中天電視的新聞報道。

### 綜藝
2007年及之前，國際台有不少以英粵雙語廣播的電影（模擬版本以麗音傳送，數碼版本則採用多重AC-3位流），也有以英語配音的日本動畫、歐美動畫。王征入主亞視之後，國際台縮減資源而減少購買英語節目，改為播放以英語或普通話配音的廣東話綜藝節目如《漫遊嶺南綠道》、《嶺南尋根之旅》、《暢遊廣東144小時》、《尋找他鄉的故事》、《感動香港》、亞洲小姐競選總決賽、感動香港十大人物評選等。

### 其他
國際台會在非黃金時間播放日語電視節目《日語大放送》（由日本電視台委託播出）、美國的基督教節目《豐盛人生》、《權能時間》。

### 教育電視
教育電視早於1971年開始播放根據香港中學和小學課程而編製的華語、英語、數學、常識（曾經分為社會、科學、健康教育三科）及粵語教育電視節目，讓小學及中學生收看。而教育電視節目則在每年的32週播映期間，被安排在香港兩間免費電視台的英語頻道——無綫電視明珠台及亞洲電視國際台播出。播放模式為：早上08:00時整至正午12:00時整由其中一間電視台（舉例：亞視國際台）播出，則中午12時至4時便由另一間電視台（依上例子便是無綫明珠台）播出。在下一學期兩間電視台的播放時段互換。而由2006年9月18日開始，教育電視的播放時間縮短為兩小時，早晨時段由早上10:00時整至正午12:00時整，而下午時段則是由下午14:00時整至下午16:00時整。另由2008年9月22日開始，教育電視的播放時間再次更改，上午時段由於遷就競爭對手-明珠台《交易現場》及《金融行情》的播放，因此將上午時段的播放時間提早上08時30分至10時30分播放，而下午時段則維持不變。2012年9月17日開始，教育電視的播放時間進一步縮短為一小時，上午時段由上午9時至10時，而下午時段則是由下午3時至4時，而最後教育電視上午時段固定於明珠台播出，下午時段固定於國際台播出；2016年4月2日起，下午時段的教育電視改為於港台電視31、31A播出。

## 與其他台的聯繫
- 與中國中央電視台英語新聞頻道同步
  - 逢星期一至星期五早上10:00-中午12:00
    - 整點新聞（News Desk）
    - 對話（）

## 廣播格式
模擬：576i，畫面寬高比4:3，PAL制式，音效以麗音編碼，並同時用FM調頻傳送，最多可傳送三聲道。
數碼：H.264格式，寬高比16:9，DTMB制式，音效以杜比數碼AC3編碼，一般傳送兩條AC-3位流，每位流一般為兩聲道。
2012年7月26日起，數碼訊號國際台改為以H.264廣播，優化畫面質素。同年9月，通訊事務管理局批准修訂《電視通用業務守則－技術標準》，允許無綫電視與亞洲電視於10月下旬將4條數碼同步廣播頻道（翡翠台、明珠台、本港台、國際台）的視訊編碼由MPEG-2轉為H.264。2012年10月28日凌晨2時30分起，數碼版本港台和國際台全面採用H.264視頻編碼及壓縮標準播出。
2013年3月1日起，數碼訊號國際台轉讓1.6MBIT給予無綫電視。

### 停播前的模擬電視訊號
停播前的全港模擬電視訊號發射頻道及頻率：
| 發射站                                                                                       | 頻段 | 頻道     |
| -------------------------------------------------------------------------------------------- | ---- | -------- |
| 慈雲山（主）                                                                                 | UHF  | 第27頻道 |
| 坑口村、虎地、元朗374、西貢對面海、深井、營盤、東涌數村、長洲、九華徑                        | UHF  | 第56頻道 |
| 將軍澳村                                                                                     | UHF  | 第40頻道 |
| 馬灣田寮村                                                                                   | UHF  | 第61頻道 |
| 中西區、荃灣、茶果嶺                                                                         | UHF  | 第60頻道 |
| 大澳、薄扶林、元朗新時代廣場、九龍坑山、南丫島、琵琶山、照鏡環山、橫洲、石崗、大埔仔、沙頭角 | UHF  | 第55頻道 |
| 鴨脷洲、香港仔、大埔泮涌村                                                                   | UHF  | 第58頻道 |
| 青山、飛鵝山、赤柱、石壁、元朗安樂路                                                         | UHF  | 第44頻道 |
| 金山、南朗山、砵甸乍山、康樂園、沙田駿景園、藍地                                             | UHF  | 第45頻道 |
| 屯門數村                                                                                     | UHF  | 第52頻道 |
| 葵涌大白田                                                                                   | UHF  | 第53頻道 |
| 柴灣、聶高信山、筆架山、大嶼山275、上洋山、大欖涌141、紅花嶺、元朗297                        | UHF  | 第54頻道 |
| 馬灣、青衣                                                                                   | UHF  | 第30頻道 |

## 外地版本

### 中國大陸廣播
國際台在廣東的收視率非常低，新聞中包含敏感內容時亦會被封，但受惠中資入股亞視，其商業廣告能在廣東省市兩線直接播出。在休台及部分时间會被佔用播出電視直銷廣告。节目与香港的一样，但是广告与部分节目片段被插播。
广东省内国际台訊號統一由廣東有線網絡股份有限公司（省有線電視）提供，内容已經過審查。部分广东的觀眾反映，國際台全日被電視廣告覆蓋。

## 國際台（衛星版）
國際台（衛星版）於2009年9月1日啟播，透過亞太5號衛星通過藝華衛視轉播，面向全亞太地區；節目編排除了直播的賽馬或國際體育賽事和香港電台製作的節目之外，其他和地面版無異，該時段拿亞視劇集和其他節目填充。2015年9月起，國際台（衛星版）停播。

## 外部連結
- World Channel國際台@aTV官方討論區